# Helene Schjerfbeck
Helene Schjerfbeck (ur. 10 lipca 1862 w Helsinkach, zm. 28 stycznia 1946, w Saltsjöbaden k. Sztokholmu) – fińska malarka należąca początkowo do nurtu naturalizmu, a później do symbolizmu.
Znana jest głównie z portretów, zwłaszcza autoportretów. Malowała też pejzaże i martwe natury.

## Życiorys
Miała jedenaście lat, gdy została zapisana do szkoły Fińskiego Towarzystwa Sztuki. Dwa lata później, po śmierci ojca, sytuacja jej rodziny bardzo się pogorszyła. Uczyła się u Adolfa von Beckera techniki malowania farbami olejnymi.
Jej kariera zaczęła rozwijać się, gdy kilka jej prac zostało pokazanych na rocznej wystawie w Fińskim Towarzystwie Sztuki w 1880.
Po wyjeździe do Paryża Schjerfbeck malowała z Heleną Westermarck. Zarabiała między innymi poprzez malowanie ilustracji do książek.
W 1889 wraz z krajanką Marią Wiik wyjechała do St Ives w Kornwalii, gdzie obie malowały.
W 1890 Schjerfbeck zaczęła regularnie uczyć rysunku w Fińskim Towarzystwie Sztuki, jednak jej stan zdrowia się pogorszył i nie była ona zdolna do pracy. Ostatni okres życia spędziła w sanatorium.